# Neronet
Neronet (zkratka Ne) je středně pozdní až pozdní moštová odrůda révy vinné (Vitis vinifera), určená k výrobě červených vín. Odrůda byla vyšlechtěna roku 1965 ještě v bývalém Československu, v Lednici na Moravě, křížením odrůd (Svatovavřinecké x Modrý Portugal) x Alibernet.

## Popis
Réva vinná (Vitis vinifera) odrůda Neronet je jednodomá dřevitá pnoucí liána, dorůstající v kultuře až několika metrů. Kmen tloušťky až několik centimetrů je pokryt světlou borkou, která se loupe v pruzích. Úponky révy umožňují této rostlině pnout se po pevných předmětech. Růst je středně bujný až bujný se vzpřímenými letorosty.
List je středně velký, tmavozelený, tvar čepele pětiúhelníkový nebo ledvinovitý, výrazně pětilaločnatý, s mělkými až středně hlubokými, lyrovitými výkroji s oblým dnem. Vrchní strana čepele listu je středně až silně puchýřnatá, hladká, spodní jemně plstnatá. Řapíkový výkroj je lyrovitý, lehce překrytý s většinou okrouhlým průsvitem, řapík listu je středně dlouhý až delší, načervenalý. Před koncem vegetace se tmavě zelená barva listu mění na karmínově červenou.
Oboupohlavní pětičetné květy v hroznovitých květenstvích jsou žlutozelené, samosprašné. Plodem je malá až středně velká, kulatá až mírně eliptická, ojíněná, tmavomodrá až modročerná bobule. Dužina je řídká, intenzívně tmavočervená, plné chuti. Hrozen je středně velký až velký (150 g), středně hustý až hustý s dlouhou, rozvětvenou stopkou.

## Původ a rozšíření
Neronet je moštová odrůda révy vinné (Vitis vinifera), vyšlechtěná roku 1965 v bývalém Československu křížením odrůd (Svatovavřinecké x Modrý Portugal klon B3-27) x Alibernet (Alicante Henri Bouschet x Cabernet Sauvignon). Vznikla na Vysoké škole zemědělské v Brně, na zahradnické fakultě v Lednici na Moravě, pod pracovním označením C-15. Šlechtitelem je Prof. Ing. V. Kraus, CSc.
Cílem při křížení bylo získat odrůdu, barvířku, ovšem ranějšího zrání, než je Alibernet. Do Státní odrůdové knihy České republiky byla odrůda zapsána roku 1991, od vyšlechtění odrůdy až do jejího zápisu do Státní odrůdové knihy uplynulo 26 let. Neronet se doporučuje pěstovat v obou vinařských oblastech ČR. Udržovateli odrůdy v ČR jsou Ing. Alois Tománek a Šlechtitelská stanice vinařská Polešovice.
Zastoupení Neronetu na vinicích roku 2010 bylo pouze 0,2 % a vysazena byla na necelých 30 hektarech. Pomalu se začíná rozšiřovat, je zastoupena ve všech moravských podoblastech, i když jen okrajově. V roce 2010 činil průměrný věk vinic v ČR 14 let. Na malých plochách ji mimo ČR najdeme ještě na Slovensku (0,06 % plochy vinic), v Německu (roku 2004 na 6 ha), v Rakousku a v Maďarsku.

## Název
Název odrůdy je složen ze dvou částí, slovo „nero“, v italštině „černý“ může být připomínkou tmavé barvy vín, přípona naznačuje, že se jedná o odrůdu kabernetového typu a jedním z rodičů je odrůda Alibernet.

## Pěstování
Doba rašení oček i květu je raná, sklizeň začíná koncem září až v první polovině října. Proti mrazu je odrůda středně až vysoce odolná. Pro své větší tvary vyžaduje bujněji rostoucí podnože, například K 5BB, nebo alespoň 125 AA. Odrůdě vyhovuje jak střední, tak vysoké vedení s řezem na delší tažně. Zatížení oček je 10 až 12 na m². Cukry, získané asimilací, jsou ve větší míře transformovány na barviva a třísloviny, takže cukernatost nebývá příliš vysoká, což je všeobecným znakem barvířek. Odrůda poskytuje vína vysoké barevné intenzity i v méně příznivých ročnících. Při nadměrné úrodě jsou hrozny méně kvalitní a řídké. Plodí pravidelně, výnos sklizně bývá střední až vyšší, tedy 9 až 13 t/ha při cukernatosti 15 až 18 °NM. Obsah kyselin bývá nízký, tj. 8 až 11 g/l.

### Choroby a škůdci
Proti napadení plísní révovou (Plasmopara viticola) a padlím révovým (Uncinula necator) je odrůda méně odolná, proti napadení plísní šedou (Botrytis cinerea) je odolná.

### Poloha a půdy
Na stanoviště ani půdu není příliš náročná, spokojí se i s druhořadými polohami a půdami. Velmi vhodné jsou svahovité pozemky s dostatkem tepla a slunečního záření, potom hrozny tvoří dostatek barviv. Vyžaduje ale hlubší a vododržné půdy, nesnáší suchá stanoviště. Vhodné jsou půdy hlinité a hlinitopísčité.

## Víno
Odrůda je určena především ke zlepšování barevné intenzity červených vín, setkáváme se však i s odrůdovými víny. Díky svým nižším kyselinám je víno harmonické, neutrální chuti a vůně, s barevnou mohutností. V kupážích nenarušuje odrůdový charakter ostatních vín. V příznivých letech a dobrých lokalitách je odrůdové víno velmi kvalitní, neutrální chuti s nízkým obsahem kyselin, s vysokou barevnou intenzitou a s jemnými tříslovinami. Protože je Neronet raně zrající barvířka, dává intenzivně barevné víno i v nepříznivých ročnících, kdy je žádoucí zvyšovat barevnost našich červených vín, aby obstála v konkurenci se zahraničními.
Víno Neronetu lze získávat dvojím způsobem. Odzrněná drť se nechá několik hodin naležet a pak se vylisuje mošt. Ten je zbarven tmavě červeně a kvasí se stejně jako bílá vín, tedy bez kvašení rmutu se slupkami jako u ostatních červených vín. Takto získané červené víno je velmi jemné a má méně tříslovin a neutrální chuť. Je proto vhodné k popíjení jako mladé víno. Nebo se rmut nakvašuje tak jako u vín červených. Pak se získá velmi intenzivně zbarvené červené víno s vysokým množstvím tříslovin, vhodné ke zvyšování barevnosti i obsahu tříslovin jiných červených vín, jejich charakter se tím nenarušuje, naopak, Neronet dodá kupáži sametovou hebkost a plný, poněkud jižnější charakter.
Typická odrůdová vína mají vysoké odstíny tmavě červené barvy s modravými záblesky. Vůně vín je jemná a neutrální, chuť plná, s nižším obsahem kyselin a výraznější strukturou tříslovin. Charakterem připomíná vína jižních vinařských oblastí. Ve vůni a chuti můžeme hledat černý rybíz, višňový kompot, kabernetové tóny, borůvky, ostružiny. Vína mají střední potenciál zrání, jsou vhodná k různým úpravám těstovin a k přírodně upraveným masům.

### Multimédia
- Ing. Radek Sotolář : Multimediální atlas podnožových, moštových a stolních odrůd révy, Mendelova zemědělská a lesnická universita Brno, zahradnická fakulta v Lednici
- Martin Šimek : Encyklopédie všemožnejch odrůd révy vinné z celýho světa s přihlédnutím k těm, co již ouplně vymizely, 2008-2012